# Добрынь-Дужы
Добрынь-Дужы (пол. Dobryń Duży) — деревня в Бяльском повете Люблинского воеводства Польши. Входит в состав гмины Залесе. Находится примерно в 25 км к востоку от центра города Бяла-Подляска. По данным переписи 2011 года, в деревне проживало 606 человек.
В 1975—1998 годах деревня входила в состав Бяльскоподляского воеводства.

## История
В 1809—1954 годах существовала коммуна Добрынь.
По крайней мере, с первой половины XVIII в. до 1916 года в Добрынь-Дужы находилась церковь, первоначально униатская, а после ликвидации униатской Холмской епархии — православная. Это здание сгорело во время Первой мировой войны и не было восстановлено.
После Первой мировой войны в селе была возведена церковь Царя Христа, возведённая в 1924—1925 годах, один из дочерних храмов прихода в Малёва-гуре. На территории деревни находится также раннесредневековое городище и кладбище немецких солдат Первой мировой войны.

## Население
Демографическая структура по состоянию на 31 марта 2011 года:
|         | Всего | До трудоспособного возраста | Трудоспособного возраста | Старше трудоспособного возраста |
| ------- | ----- | --------------------------- | ------------------------ | ------------------------------- |
| Мужчины | 301   | 74                          | 196                      | 31                              |
| Женщины | 305   | 69                          | 175                      | 61                              |
| Всего   | 606   | 143                         | 371                      | 92                              |